# Lac d’Icogne
Der Lac d'Icogne ist ein Stausee in der Gemeinde Lens bei der Ortschaft Crans-sur-Sierre, Kanton Wallis, Schweiz. Der Erdschüttdamm Icogne liegt am westlichen Ende des Plateaus von Crans-Montana.
Der See dient der Wasserversorgung der Gemeinde Icogne. Er wird vom Bergbach Partichioux gespeist. Indirekt bekommt der See auch Wasser vom Bergbach Ertentse durch eine den Berg unterquerende Wasserleitung («Tunnel du Mont-Lachaux», 1947 gebaut), die das Gebiet von Plans-Mayens irrigiert. Der Seeüberlauf fliesst in den Bergbach Pontec. Der See hat eine Fläche von 0,007 km².
Es gibt Pläne, ein Wasserkraftwerk mit einer Leistung von 988 kW für den Seeüberlauf zu bauen.

## Quelle
- Petite centrale hydro-électrique sur le réseau d’irrigation de la commune d’Icogne. Étude de faisabilité. Rapport final (Memento vom 3. März 2016 im Internet Archive). Bundesamt für Energie, 31. Januar 2007 (französisch; PDF; 4,0 MB)